# Esteban de Perea
Esteban de Perea (o Estevan de Peréa) fue un fraile franciscano y custodio de Nuevo México español. 
Por su participación en el trabajo misionero en Nuevo México (actual Nuevo México, EE.UU) entre 1610 y 1638 es conocido con el sobrenombre de Padre de la Iglesia de Nuevo México.

## Biografía
Nacido en Villanueva del Fresno (España) en época en que la vecina Portugal formaba parte de la monarquía hispánica de Felipe II. Sus padres eran portugueses, originarios de una región en la que el número de judíos era importante, algunos procedentes de la expulsión de España de finales del siglo XV. 

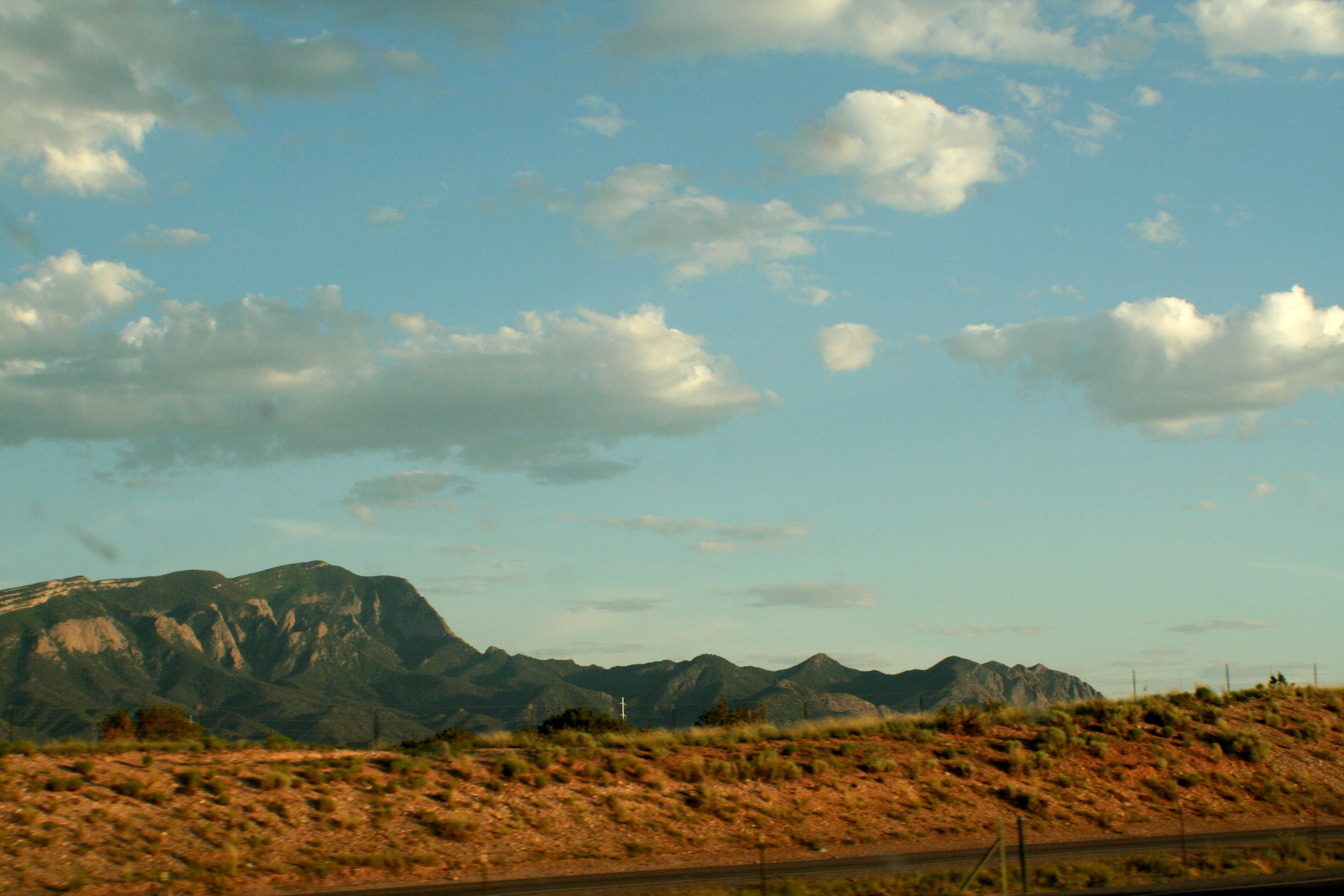
Montes Sandía desde un lugar próximo a Sandia Pueblo

Fray Esteban de Perea llegó a la provincia de Nuevo México en 1610, y poco después se estableció la misión de Nuestra Señora de los Dolores en Sandia Pueblo, al sur de Santa Fe.Las misiones se establecían para la evangelización de los indígenas. De Perea dejó constancia de las virtudes de los indígenas Hopi, descritos como trabajadores y con casas bien construidas, en una tierra que se parecía a España. Dentro de la lucha de poder entre la administración eclesiástica de los franciscanos y los gobernantes de la región, el virrey recibió una queja sobre la misión en Sandia del municipio de Santa Fe consistente en el acopio de hierro frente a otras poblaciones. En 1613 los franciscanos, encabezados por fray Isidro Ordóñez, arrestaron a Pedro de Peralta, gobernador de Santa Fé. De Perea fue el carcelero de Peralta en Sandía, mostrándose obediente pero contrario al cautiverio del gobernador. 

### Custodio franciscano de Nuevo México (1616-1621,1629-1631)

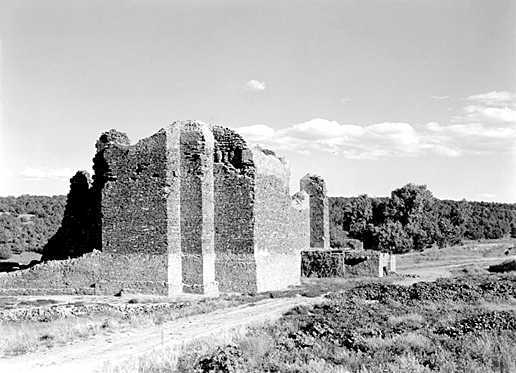
La Iglesia de Misión Quarai en el Monumento Nacional Misión Salinas Pueblo, Nuevo México

Entre 1616 y 1617 los franciscanos establecieron la provincia franciscana Custodia de la Conversión de San Pablo del Nuevo México, siendo de Perea su primer custodio, de ahí su sobrenombre de Padre de la Iglesia de Nuevo México. De 1618 a 1626 resurgieron los enfrentamientos con el gobernador de Nuevo México Juan Álvarez de Eulate. Además, en 1620 el virrey recibió quejas de los indios sobre abusos de poder por ambas partes. Ese mismo año, de Perea logró mayores respaldos económicos a la expedición anual que proveía de suministros a la provincia de Nuevo México.En 1621 cesó en su cargo de custodio y permaneció en Nuevo México, siendo clave para la permanencia de los franciscanos en la región, quienes consideraron el abandono de las misiones.Abandonó Nuevo México tras el nombramiento de fray Alonso de Benavides como custodio y comisario del Santo Oficio de Nuevo México en 1626.
Regresó en 1629 con el respaldo del gobernador Francisco Manuel de Silva y de la provincia franciscana Custodia del Santo Evangelio de Ciudad de México, habiendo obtenido treinta frailes más y varios hermanos laicos para las misiones. Fue inspector especial, el agente de la Inquisición y también el fraile custodio (el responsable principal de la comunidad de frailes). Sustituyó a fray Alonso de Benavides. Perea trajo consigo una carta de consulta del arzobispo de la Ciudad de México, que hacía referencia a otra carta del confesor de la monja española María de Ágreda. María de Ágreda se había aparecido a los indios jumanos mientras se encontraba en España, describiendo viajes a Nuevo México mientras caía en trance, el famoso suceso de la bilocación de María de Ágreda. A fines de 1629, Nuevo México tenía unas treinta y cinco misiones atendidas por cuarenta y seis frailes para una población de alrededor de 35,000 indios convertidos.
En 1629 fue investigado por la Inquisición de Nueva España para determinar su pureza de sangre. Entre los testimonios en su contra, ignorados por sus hermanos franciscanos, había acusaciones de descender de cristianos nuevos.De junio de 1629 data la expedición de Perea y de Silva al pueblo Zuñi, donde fueron aceptados por los indios y pudo erigir una cruz en la plaza Hawikuh. Se compró una casa para los frailes, que sirvió como primera iglesia en la provincia.La conversión de los Zuñi permitió establecer nuevas misiones en el entorno como la de Hawwikku, a unas 15 millas por el valle de Zuni, y otra más al oeste en la aldea Hopi de Awatobi. Además, facilitaron una guarnición a Fray Juan Ramírez más al oeste de Acoma. Sin embargo, los zuñi se rebelaron en 1632 asesinando al padre misionero franciscano Juan Letrado.De Perea dejó constancia de los años del gobierno de Silva, las costumbres de los indios y la necesidad de erradicar sus prácticas supersticiosas y el uso cactus peyote.En 1631 cesó como fraile custodio.
De 1632 data la publicación de su Relación, documento valioso sobre las misiones de Nuevo México en el siglo XVII y los pueblos indígenas de la región.En 1633, Perea servía de misionero en Quarai (condado de Torrance), donde escribió que el gobernador estaba permitiendo que los colonos invadieran los campos comunales de los indios y de la misión.Falleció en 1638 o 1639 en la misión de Sandia.

## Obras
- Perea, Estevan de (1632). Verdadera relacion, de la grandiosa conversion qve ha avido en el Nuevo Mexico: Embiada por el padre fray Estevan de Perea, custodio de las provincias del Nuevo Mexico, al muy reverendo P. Fr. Francisco de Apodaca, comissario general de toda la Nueva España, de la orden de S. Francisco, dandole ... Impresso por L. Estupiñan.